# 나는 악마를 사랑했다
《나는 악마를 사랑했다》(영어: Extremely Wicked, Shockingly Evil and Vile)는 2019년 공개된 미국의 전기 범죄 영화이다. 조 벌린저가 감독을, 마이클 워위가 각본을 맡았다. 연쇄살인마 테드 번디를 소재로 한 작품이며, 잭 에프론이 테드 번디 역으로 출연했다. 2019년 1월 26일 제35회 선댄스 영화제에서 전 세계 최초로 상영되었다.

## 출연
- 잭 에프론 - 테드 번디 역
- 릴리 콜린스 - 리즈 켄들 역
- 카야 스코델라리오 - 캐럴 앤 분 역
- 제프리 도너번 - 존 오코널 역
- 앤절라 서라피언 - 조애나 역
- 딜런 베이커 - 데이비드 요컴 역
- 브라이언 게러티 - 댄 다우드 역
- 테리 키니 - 마이크 피셔 역
- 헤일리 조엘 오즈먼트 - 제리 톰프슨 역
- 제임스 헷필드 - 밥 헤이워드 역
- 그레이스 빅토리아 콕스 - 캐럴 더론치 역
- 짐 파슨스 - 래리 심프슨 역
- 존 맬커비치 - 에드워드 D. 카워트 역
- 케빈 매클래치 - 켄 컷사리스 보안관 역